# ديفيد أركيت
ديفيد آركيت (بالإنجليزية: David Arquette) من مواليد 8 سبتمبر 1971، ممثل أمريكي ومنتج ومخرج مشهور، شارك في عدة أفلام ومنها: بافي قاتلة مصاصي الدماء .

## أعماله

### أفلام
- سكريم 4
- مغامرات الولد القرش وفتاة الحمم
- صرخة 3
- لم تقبل من قبل
- بافي قاتلة مصاصي الدماء
- لأين يأخذك اليوم

### مسلسلات
- أبوة
- فريندز
- اسمي إيرل
- بوشنغ ديزيز
- جايك وقراصنة أرض الأحلام

## وصلات خارجية
- ديفيد أركيت على موقع CageMatch worker (الإنجليزية)
- ديفيد أركيت على موقع قاعدة بيانات المصارعة على الإنترنت (الإنجليزية)
- ديفيد أركيت على موقع عالم المصارعة على الإنترنت (الإنجليزية)

- ديفيد أركيت على موقع IMDb (الإنجليزية)
- ديفيد أركيت على موقع روتن توميتوز (الإنجليزية)
- ديفيد أركيت على موقع ألو سيني (الفرنسية)
- ديفيد أركيت على موقع ميوزك برينز (الإنجليزية)
- ديفيد أركيت على موقع تيرنر كلاسيك موفيز (الإنجليزية)
- ديفيد أركيت على موقع أول موفي (الإنجليزية)
- ديفيد أركيت على موقع قاعدة بيانات الأفلام السويدية (السويدية)
- ديفيد أركيت على موقع إن إن دي بي (الإنجليزية)
- ديفيد أركيت على موقع ديسكوغز (الإنجليزية)
- ديفيد أركيت على موقع قاعدة بيانات الفيلم (الإنجليزية)
- David Arquette interview
- The Mighty Vin interviews David Arquette
- Propr Collection Official Website